# Perry Bräutigam
Perry Bräutigam [peri brojtygam] (* 28. března 1963 Altenburg) je německý hráčský skaut se specializací na brankáře, bývalý fotbalový brankář a reprezentant Východního Německa (NDR).

## Hráčská kariéra
S fotbalem začínal v rodném Altenburgu za místní Motor. Dále hrál za Lokomotive Lipsko, opět Motor Altenburg, Carl Zeiss Jena, 1. FC Norimberk a Hansu Rostock. S mužstvem Carl Zeiss Jena byl finalistou východoněmeckého poháru v ročníku 1987/88.

### Reprezentace
Za reprezentaci NDR nastoupil ve třech přátelských utkáních. Debutoval 25. října 1989 na stadionu Ta' Qali proti domácí Maltě (výhra 4:0), poslední start si připsal 13. května 1990 v Riu de Janeiro proti domácí Brazílii (nerozhodně 3:3).

### Evropské poháry
V evropských pohárech zasáhl v dresu Carl Zeiss Jena do dvou zápasů v Poháru UEFA 1986/87, čtyř v Poháru vítězů pohárů 1988/89 a 29 v Poháru Intertoto (1985–1989).

### Ligová bilance
| Ročník           | Zápasy | Góly | Minuty | Nuly | Klub               |
| ---------------- | ------ | ---- | ------ | ---- | ------------------ |
| II. liga 1981/82 | 22     | 0    | –      | –    | Motor Altenburg    |
| II. liga 1984/85 | 14     | 0    | –      | –    | Carl Zeiss Jena II |
| I. liga 1984/85  | 7      | 0    | 630    | 2    | Carl Zeiss Jena    |
| I. liga 1985/86  | 26     | 0    | 2 340  | 12   | Carl Zeiss Jena    |
| I. liga 1986/87  | 26     | 0    | 2 340  | 5    | Carl Zeiss Jena    |
| I. liga 1987/88  | 26     | 0    | 2 340  | 9    | Carl Zeiss Jena    |
| I. liga 1988/89  | 26     | 0    | 2 320  | 10   | Carl Zeiss Jena    |
| I. liga 1989/90  | 26     | 0    | 2 340  | 10   | Carl Zeiss Jena    |
| I. liga 1990/91  | 26     | 0    | 2 340  | 8    | Carl Zeiss Jena    |
| II. liga 1991/92 | 32     | 0    | 2 880  | 9    | Carl Zeiss Jena    |
| II. liga 1992/93 | 45     | 0    | 4 050  | 8    | Carl Zeiss Jena    |
| II. liga 1993/94 | 38     | 0    | 3 420  | 16   | Carl Zeiss Jena    |
| II. liga 1994/95 | 34     | 0    | 3 060  | 7    | 1. FC Norimberk    |
| I. liga 1995/96  | 34     | 0    | 3 060  | 10   | Hansa Rostock      |
| I. liga 1996/97  | 34     | 0    | 2 960  | 8    | Hansa Rostock      |
| I. liga 1997/98  | 15     | 0    | 1 317  | 4    | Hansa Rostock      |
| I. liga 1999/00  | 15     | 0    | 1 285  | 3    | Hansa Rostock      |
| I. liga 2001/02  | 6      | 0    | 452    | 1    | Hansa Rostock      |
| CELKEM I. LIGA   | 163    | 0    | 14 650 | 56   |                    |
| CELKEM I. LIGA   | 104    | 0    | 9 074  | 26   |                    |
| CELKEM II. LIGA  | 36     | 0    | –      | –    |                    |
| CELKEM II. LIGA  | 149    | 0    | 13 410 | 40   |                    |

## Trenérská kariéra
Jakmile na jaře 2002 ukončil hráčskou činnost, stal se trenérem brankářů. Tuto funkci vykonával v Hanse Rostock (2002–2009) a RB Lipsko (2009–2015). Od roku 2015 je v RB Lipsko hráčským skautem se specializací na brankáře.